# Pierre Treillet
Pierre Philippe Treillet (Mont-de-Marsan, 29 augustus 1918 - Toulouse, 23 juni 2005) was een door de Nederlandse staat gedecoreerde Franse verzetsstrijder die tijdens de Tweede Wereldoorlog een belangrijke schakel vormde in het ondergrondse netwerk Dutch-Paris.

## Biografie
Als gedemobiliseerde luchtvaartpiloot was hij na de wapenstilstand van 22 juni 1940 werkzaam bij de SNCF. Daar weigerde hij om in het kader van de "Relève" van het Vichyregime te werk gestelde Franse "vrijwilligers" naar nazi-Duitsland te vervoeren, waarna hij terechtkwam in de Résistance.

Opererend onder de schuilnaam "Palo" hielp hij als berggids in de Pyreneeën honderden vluchtelingen de grens tussen het door nazi-Duitsland bezette Frankrijk en de Spaanse Staat over te steken en zo aan de Duitse bezetter te ontkomen. Onder hen waren - naast Joodse vluchtelingen en repatriërende geallieerde gevechtspiloten - veel Engelandvaarders. Vaak werkte hij hierbij samen met z'n goede vriend Henri Marot, bijgenaamd "Mireille" en Jean-Louis Bazerque, bijgenaamd "Charbonnier".
Op 6 februari 1944 werd een konvooi vluchtelingen dat Treillet als gids begeleidde, bij Col de Portet d’Aspet verraden en door een nazi-patrouille onder vuur genomen. Gevangengenomen vluchtelingen werden naar de Toulousaanse gevangenis Saint Michel gedeporteerd en een groot aantal van hen zijn later in concentratiekampen omgekomen. Ter nagedachtenis aan de slachtoffers van het verraad is op initiatief van de Fransman Jean-Louis Béraza (1945-1996) en in samenwerking met nabestaanden, tegenover de ’Cabane des Evadés’ waar de razzia plaatsvond, in 1990 een monument opgericht.
Op 6 juli 1948 werd Pierre Treillet wegens zijn verdiensten voor de Nederlandse zaak gedurende de Tweede Wereldoorlog gedecoreerd met de Erkentelijkheidsmedaille 1940-1945 van het Koninkrijk der Nederlanden.